# Szermierka na Letnich Igrzyskach Olimpijskich 1948
Szermierka na XIV Letnich Igrzyskach Olimpijskich w Londynie odbywała się w dniach 30 lipca – 13 sierpnia 1948 roku. Zawody rozgrywane były w hali Palace of Engineering.

## Klasyfikacja medalowa
| Lp. | Państwo           | złoto | srebro | brąz | Razem |
| --- | ----------------- | ----- | ------ | ---- | ----- |
| 1   | Francja           | 3     | 1      | 0    | 4     |
| 2   | Węgry             | 3     | 0      | 2    | 5     |
| 3   | Włochy            | 1     | 4      | 1    | 6     |
| 4   | Dania             | 0     | 1      | 0    | 1     |
| 4   | Szwajcaria        | 0     | 1      | 0    | 1     |
| 6   | Austria           | 0     | 0      | 1    | 1     |
| 6   | Belgia            | 0     | 0      | 1    | 1     |
| 6   | Szwecja           | 0     | 0      | 1    | 1     |
| 6   | Stany Zjednoczone | 0     | 0      | 1    | 1     |

## Medaliści

### Mężczyźni
| Złoto | Srebro | Brąz |
| Floret (indyw., druż.)                                                                                     | | |
| Jéhan de Buhan                                                                                             | Christian d’Oriola | Lajos Maszlay |
| Francja Adrien Rommel · Christian d’Oriola · André Bonin · Jacques Lataste · Jéhan de Buhan · René Bougnol | Włochy Saverio Ragno · Renzo Nostini · Manlio Di Rosa · Giorgio Pellini · Edoardo Mangiarotti · Renzo Nostini                 | Belgia Georges de Bourguignon · Henri Paternóster · Édouard Yves · Raymond Bru · André van de Werve de Vorsselaer · Paul Valcke |
| Szpada (indyw., druż.)                                                                                     | | |
| Luigi Cantone                                                                                              | Oswald Zappelli | Edoardo Mangiarotti |
| Francja Maurice Huet · Michel Pécheux · Marcel Desprets · Édouard Artigas · Henri Guérin · Henri Lepage    | Włochy Luigi Cantone · Marco Antonio Mandruzzato · Carlo Agostoni · Edoardo Mangiarotti · Fiorenzo Marini · Dario Mangiarotti | Szwecja Frank Cervell · Carl Forssell · Bengt Ljungquist · Sven Thofelt · Per Carleson · Arne Tollbom                           |
| Szabla (indyw., druż.)                                                                                     | | |
| Aladár Gerevich                                                                                            | Vincenzo Pinton | Pál Kovács |
| Węgry László Rajcsányi · Bertalan Papp · Aladár Gerevich · Tibor Berczelly · Rudolf Kárpáti · Pál Kovács   | Włochy Carlo Turcato · Gastone Dare · Vincenzo Pinton · Mauro Racca · Renzo Nostini · Aldo Montano                            | Stany Zjednoczone Norman Cohn-Armitage · George Worth · Tibor Nyilas · Dean Cetrulo · Miguel de Capriles · James Flynn          |

### Kobiety
| Złoto           | Srebro         | Brąz          |
| Floret (indyw.) |                |               |
| Ilona Elek      | Karen Lachmann | Ellen Mueller |

## Uczestnicy
W zawodach udział wzięło 294 szermierzy z 30 krajów:

- Argentyna (19)
- Austria (7)
- Belgia (18)
- Brazylia (7)
- Chile (3)
- Czechosłowacja (5)
- Dania (15)
- Królestwo Egiptu (9)
- Finlandia (6)
- Francja (21)
- Grecja (6)
- Holandia (9)
- Irlandia (5)
- Kanada (6)
- Kolumbia (2)
- Kuba (6)
- Luksemburg (6)
- Meksyk (9)
- Norwegia (5)
- Peru (3)
- Polska (7)
- Portugalia (6)
- Szwecja (8)
- Szwajcaria (19)
- Stany Zjednoczone (20)
- Turcja (6)
- Urugwaj (5)
- Węgry (18)
- Wielka Brytania (19)
- Włochy (19)